# Arkitektskolan LTH
Arkitektskolan, eller arkitektutbildningen, vid Lunds tekniska högskola är ett utbildningsprogram för vilket Institutionen för arkitektur och byggd miljö ansvarar. Skolan har idag omkring 300 studenter.
Lunds universitet är organiserat i ett antal fakulteter, varav flera är benämnda högskolor, däribland Lunds tekniska högskola (LTH). LTH beslutade 2010 att deras två konstnärliga utbildningar officiellt får kallas skolor, Arkitektskolan och Industridesignskolan. Arkitektutbildningen har alltid kallats skola internt.
Utbildningen och institutionen huserar i en robust tegelbyggnad av Klas Anshelm, vilken anknyter till kringliggande bebyggelse. Inom institutionen för arkitektur och byggd miljö ingår tio avdelningar, bland annat Arkitektur och Byggd Miljö, Arkitektur- Byggnadsfunktion, samt Arkitekturhistoria. Förutom arkitektutbildningen ger institutionen fria kurser och kurser för ingenjörsutbildningar, samt bedriver forskning inom arkitektur och stadsplanering.
Ämnet byggnadsfunktionslära inrättades ursprungligen vid arkitekskolan i Lund, men ges idag vid fler lärosäten.
Andra institutitioner vid LTH som ger närliggande kurser, bland annat för ingenjörsutbildningar, är Institutionen för bygg- och miljöteknologi samt Institutionen för byggvetenskaper.

## Fotnoter
1. ↑  ”Två nya konstnärliga skolor startas på LTH”. Skånska Dagbladet. 13 januari 2010. Arkiverad från originalet den 25 maj 2012. https://archive.is/20120525182216/http://www.skanskan.se/article/20100113/LUND/701139844. Läst 14 december 2010.